# Konrad Hischier
Konrad Hischier (* 13. August 1935 in Oberwald; † 19. Dezember 2012 in Visp) war ein Schweizer Skilangläufer. Er nahm an drei Olympischen Winterspielen sowie zwei nordischen Skiweltmeisterschaften teil und wurde 15-mal Schweizer Meister, darunter neun Einzeltitel.

## Werdegang
Hischier, der für den SC Obergoms startete und als Landwirt sowie Wildhüter tätig war, trat national erstmals bei den Schweizer Meisterschaften 1957 in Erscheinung. Dort wurde er Sechster über 15 km und Zweiter mit der Staffel. Im folgenden Jahr errang er bei den Schweizer Meisterschaften den dritten Platz mit der Staffel. In der Saison 1958/59 kam er bei einem internationalen Rennen in Zakopane auf den dritten Platz über 15 km sowie auf den zweiten Rang über 30 km und siegte bei den Schweizer Meisterschaften 1959 in Engelberg mit der Staffel. Zudem verpasste er dort als Zweiter im Lauf über 16 km mit einer Sekunde Rückstand den Sieg. In der Saison 1959/60 belegte bei den Ausscheidungsrennen den dritten Platz in Entlebuch und in Andermatt den zweiten Rang über 15 km und wurde damit für die Olympischen Winterspiele 1960 in Squaw Valley nominiert. Dort errang er über diese Distanz den 39. Platz. Zuvor startete er bei den Schweizer Meisterschaften 1960 in Saas-Fee, wo er erneut auf den zweiten Platz über 15 km lief und mit der Staffel gewann. Nach Platz eins über 15,8 km bei den internationalen Gotthard-Skitage im Januar 1961 in Andermatt, errang er in Le Brassus den 24. Platz über 15 km und holte bei den Schweizer Meisterschaften 1961 in Crans-Montana über 15 km seinen ersten Meistertitel im Einzel. Zudem errang er dort den zweiten Platz mit der SC Obergomser Staffel und in der folgenden Woche in Kandersteg den vierten Rang über 30 km. Im Jahr 1962 siegte er bei mehreren nationalen Rennen über 15 km und bei den Schweizer Meisterschaften mit der Staffel und über 30 km. Ausserdem wurde er dabei Zweiter über 15 km. Beim Saisonhöhepunkt, den Nordischen Skiweltmeisterschaften 1962 in Zakopane, belegte er den 28. Platz über 15 km, den 25. Rang über 30 km und zusammen mit Erwino Hari, Alois Kälin und Alphonse Baume den achten Platz mit der Staffel. In der Saison 1962/63 wurde er Neunter im 15-km-Lauf beim internationalen Rennen in Le Brassus und Walliser Staffelmeister. Bei den Schweizer Meisterschaften 1963 konnte er keine Top-Zehn-Platzierungen erringen. In der folgenden Saison kam er nach mehreren Podestplatzierungen bei nationalen Rennen und Top-30-Ergebnissen bei internationalen Rennen beim Saisonhöhepunkt, den Olympischen Winterspielen 1964 in Innsbruck, auf den 40. Platz über 15 km, auf den 27. Rang über 30 km sowie auf den neunten Platz zusammen mit Alois Kälin, Franz Kälin und Hans Oberer in der Staffel. Bei den nachfolgenden Schweizer Meisterschaften 1964 holte er den Meistertitel mit der Staffel sowie erstmals über 50 km und errang in den Läufen über 15 und 30 km jeweils den zweiten Platz. Im folgenden Jahr siegte er bei den Schweizer Meisterschaften über 15 km, 30 km und 50 km. Mit der Staffel errang er dort den zweiten Platz und gewann zudem in La Chaux-de-Fonds den 65-km-Skimarathon. Beim Holmenkollen Skifestival im März 1965 erreichte er den 25. Platz.
In der Saison 1965/66 lief Hischier bei den Nordischen Skiweltmeisterschaften 1966 in Oslo auf den 24. Platz über 30 km, auf den 21. Rang über 15 km, auf den zehnten Platz über 50 km sowie zusammen mit Josef Haas, Denis Mast und Alois Kälin auf den sechsten Platz in der Staffel und triumphierte bei den Schweizer Meisterschaften 1966 über 15 km, 30 km und mit der Staffel. Ausserdem errang er dabei den zweiten Platz über 50 km und beim internationalen Rennen in Le Brassus den zweiten Platz mit der Staffel. Zu Beginn der Saison 1966/67 siegte er in Splügen und in Engelberg jeweils über 15 km und in Bohinj mit der Schweizer Staffel. Ausserdem wurde er dort Zweiter über 15 km. Bei den Schweizer Meisterschaften 1967 lief er auf den fünften Platz über 50 km, auf den dritten Rang über 15 km und erneut auf den ersten Platz mit der Staffel. Es folgten bei internationalen Wettbewerben mehrere Top-30-Platzierungen, darunter Platz 27 beim Holmenkollen Skifestival über 15 km und Rang sieben beim Wasalauf. Nach Platz zwei beim Testrennen in Engelberg und Rang eins beim Neujahrslauf in Entlebuch über 14 km zu Beginn der Saison 1967/68, wurde er bei den Schweizer Meisterschaften 1968 in der Lenk über 15 km und mit der Staffel jeweils Dritter. Ende Januar 1968 erreichte er in Le Brassus den dritten Platz mit der Schweizer Staffel. Beim Saisonhöhepunkt, den Olympischen Winterspielen 1968 in Grenoble, belegte er den 35. Platz über 15 km, den 30. Rang über 30 km und den fünften Platz zusammen mit Josef Haas, Flury Koch und Alois Kälin in der Staffel. Zum Saisonende holte er im 50-km-Lauf in St. Moritz seinen 15. und damit letzten Titel bei Schweizer Meisterschaften und beendete damit seine internationale Karriere. In den folgenden Jahren war er Trainer der Walliser Skilanglaufmannschaft und nahm noch an nationalen Rennen teil. Dabei kam er bei Schweizer Meisterschaften in den Jahren 1970 und 1971 auf den dritten Platz sowie im Jahr 1972 auf den zweiten Rang mit der Staffel. Zudem wurde er im Jahr 1971 Zehnter beim Engadin Skimarathon.

## Erfolge

### Teilnahmen an Weltmeisterschaften und Olympischen Winterspielen

#### Olympische Winterspiele
- 1960 Squaw Valley: 39. Platz 15 km
- 1964 Innsbruck: 9. Platz Staffel, 27. Platz 30 km, 40. Platz 15 km
- 1968 Grenoble: 5. Platz Staffel, 30. Platz 30 km, 35. Platz 15 km

#### Nordische Skiweltmeisterschaften
- 1962 Zakopane: 8. Platz Staffel, 25. Platz 30 km, 28. Platz 15 km
- 1966 Oslo: 6. Platz Staffel, 10. Platz 50 km, 21. Platz 15 km, 24. Platz 30 km

### Medaillen bei nationalen Meisterschaften
- 1957: Silber mit der Staffel
- 1958: Bronze mit der Staffel
- 1959: Gold mit der Staffel, Silber über 16 km
- 1960: Gold mit der Staffel, Silber über 15 km
- 1961: Gold über 16 km, Silber mit der Staffel
- 1962: Gold mit der Staffel, Gold über 30 km, Silber über 15 km
- 1964: Gold mit der Staffel, Gold über 50 km, Silber über 15 km, Silber über 30 km
- 1965: Gold über 15 km, Gold über 30 km, Gold über 50 km, Silber mit der Staffel
- 1966: Gold über 15 km, Gold über 30 km, Gold mit der Staffel, Silber über 50 km
- 1967: Gold mit der Staffel, Bronze über 15 km
- 1968: Gold über 50 km, Bronze mit der Staffel, Bronze über 15 km
- 1970: Bronze mit der Staffel
- 1971: Bronze mit der Staffel
- 1972: Silber mit der Staffel